# Colección de Arte Amalia Lacroze de Fortabat
La Colección AMALITA, Colección de Arte Amalia Lacroze de Fortabat es una institución privada sin fines de lucro, abierta al público, que presenta un patrimonio de aproximadamente 250 obras. Inaugurada en 2008 con el fin de dar a conocer, estudiar y preservar una de las colecciones privadas de arte nacional e internacional más importantes de la Argentina. Junto con la colección de Amalia Lacroze de Fortabat, exhibida en forma permanente, se realizan muestras temporales orientadas a fomentar el arte argentino.

Un museo es un lugar maravilloso, es la casa donde los hombres atesoran las más preciosas obras de su creación. En los museos vive el espíritu, el talento y la imaginación de los artistas. Recorrer un museo es una experiencia única, fascinante. Por eso, con el deseo de extender a todos la riqueza del arte de nuestro país, he decidido compartir mi colección de arte argentino. Una colección exquisita que habrá de combinarse con obras de artistas extranjeros de este y otros tiempos, que serán presentadas a través de exposiciones rodantes periódicas. Con respecto al edificio proyectado por el arquitecto Rafael Viñoly, se trata, también, de una obra de arte, una construcción cuyo diseño expresa de manera cabal la fuerza del diseño contemporáneo.
Amalia Lacroze de Fortabat.

## El edificio

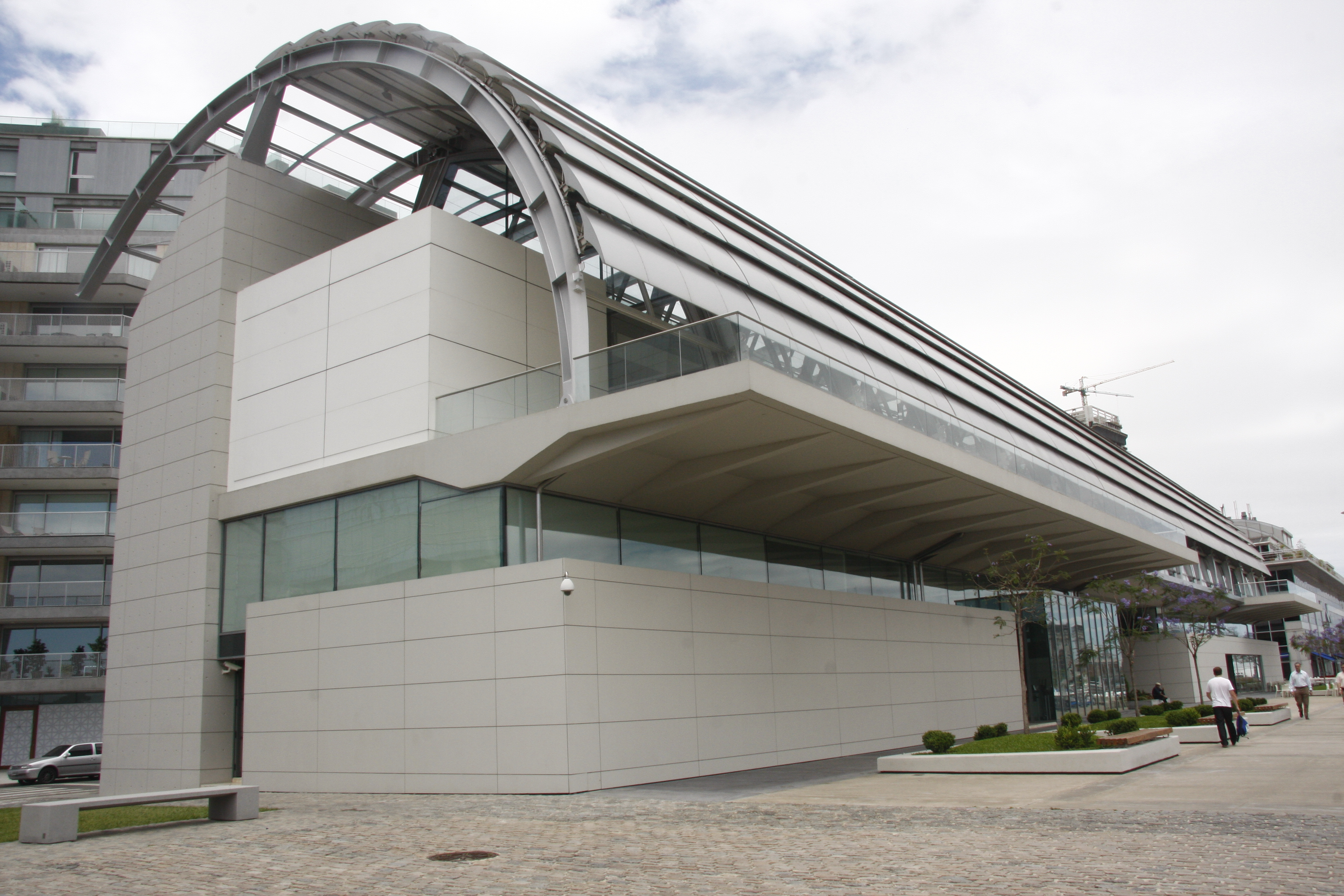
El edificio, obra del arquitecto uruguayo Rafael Viñoly, presenta una cúpula cubierta por un sistema de parasoles móviles de aluminio.

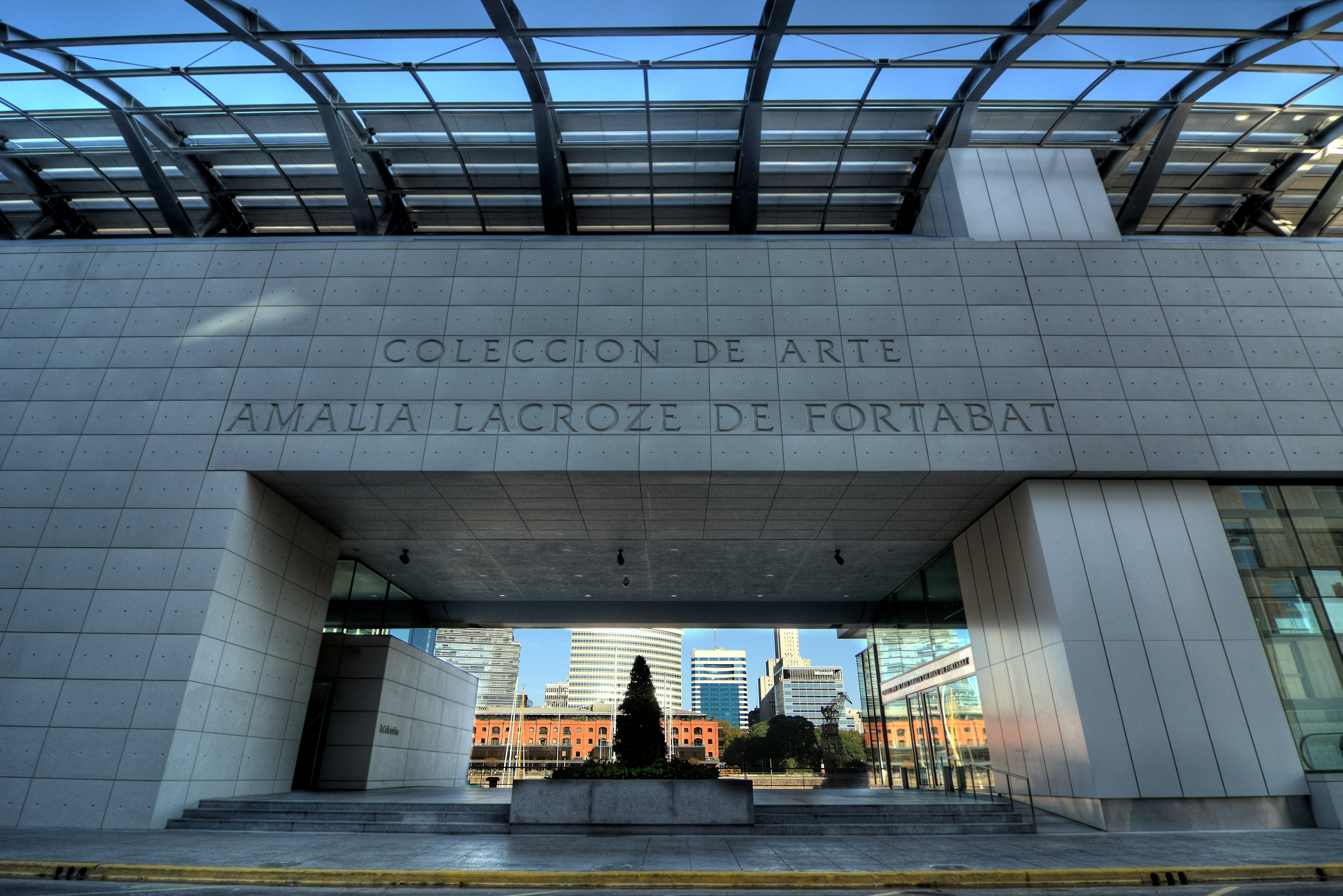
Paneles de vidrio y aluminio controlados por computadora.

El edificio que contiene a la colección se halla junto al extremo noreste del Dique 4, en la calle Olga Cossettini 141. Fue diseñado por el arquitecto uruguayo Rafael Viñoly, sobre casi 7000 m² de superficie total. Tiene 4 niveles, dos grandes salones, un Auditorio y una cafetería.
La galería principal consta de un espacio que ocupa una planta completa del edificio, cubierta por un techo en arco realizado en vidrio y acero, que va desde el nivel superior al de tierra. Las costillas curvas de acero que dan forma al techo se levantan desde el nivel del suelo, y terminan 15 m más arriba, apoyándose sobre un hormigón armado que va a lo largo de la construcción. 
La entrada de luz dentro de las galerías se controla por un sistema de quince parasoles movibles, controlados por computadoras, que regulan la luz del sol que ingresa y están montados sobre el exterior de la bóveda de vidrio. Tanto la estructura interna como el revestimiento externo son de aluminio.

## La colección

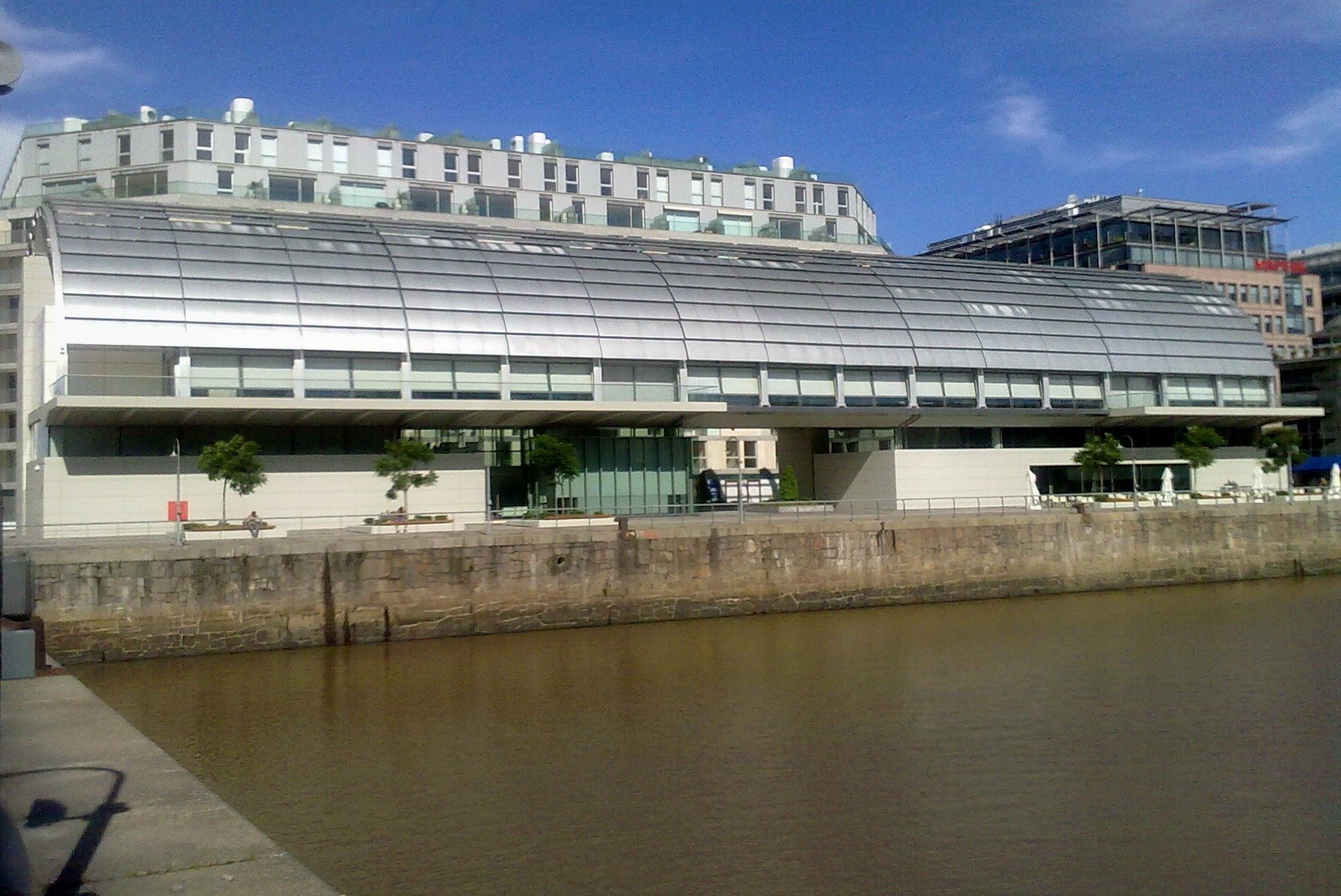
Parte trasera, junto al dique.

En 2018 con motivo del décimo aniversario de su apertura se presentó un nuevo relato curatorial. La colección recibe al visitante con obras de maestros internacionales de diversas épocas, entre los que se destacan el flamenco Pieter Brueghel II con su obra El censo en Belén,  y el inglés vinculado al romanticismo, Joseph Mallord William Turner con Juliet and her Nurse (Julieta y su aya). Este sector alberga uno de los puntos de mayor atracción de la visita. También se pueden apreciar los objetos de la antigüedad clásica egipcia y griega. La colección es uno de los pocos lugares en el país donde se pueden observar este tipo de objetos.
El recorrido nacional sigue un guion cronológico realizado por el curador invitado Marcelo E. Pacheco, a través del cual algunas de las problemáticas del arte argentino de los siglos XIX y XX articulan los distintos sectores de exposición distribuidos en el segundo subsuelo del edificio. Entre las pinturas del siglo XIX sobresalen Apartando en el corral y Los Capataces de Prilidiano Pueyrredón. Entre las del siglo XX La resistencia y El indeciso de Emilio Pettoruti, junto con Ramona espera de Antonio Berni entre otras. Según el curador Marcelo Pacheco: “El arte argentino del siglo XX estuvo marcado por luchas y enfrentamientos entre dos sectores que buscaban ocupar la posición de dominio en el campo artístico nacional. Se trataba básicamente de las batallas que se daban entre los artistas tradicionales y los renovadores.”
- Primer subsuelo: arte internacional

- Andy Warhol, J. M. William Turner, Pieter Brueghel II, Jan Brueghel I, círculo de Maarten van Heemskerck, Gustav Klimt, Auguste Rodin, Salvador Dalí, Marc Chagall, Tsuguharu Foujita y Roberto Matta Echaurren.
- Sector especial destacando las esculturas y relieves egipcios, y los objetos griegos.
- Sala Alejandro Bengolea. Treinta obras que repasan el arte argentino de las décadas de los 1960-1990 con la curaduría de Marcelo E. Pacheco. Estas obras por su valor para representar estas épocas, complementan el recorrido por el arte nacional.

- Segundo subsuelo: arte argentino

- siglo XIX: Carlos Morel, Prilidiano Pueyrredón, Johan Moritz Rugendas, León Palliere, Antonio Gazzano, Juan Manuel Blanes y Ángel della Valle
- siglo XX. 1900-1920: Cesáreo Bernaldo de Quirós, Carlos Pablo Ripamonte, Pío Collivadino, Martín Malharro, Walter de Navazio, Ramón Silva, Valentín Thibon de Libian, Fray Guillermo Butler, Fernando Fader, Alfredo Guttero, Fausto Eliseo Coppini, Antonio Alice, Benito Quinquela Martín, José Américo Malanca, Ismael Eduardo Astarloa, Antonio Pedone, Italo Botti, Alfredo Guido y Ángel Vena.
- Años 1920: Fortunato Lacámera, Lino Enea Spilimbergo, Pedro Figari, Xul Solar y Emilio Pettoruti
- Años 1930: Héctor Basaldúa, Aquiles Badi, Horacio Butler, Raquel Forner y Juan del Prete.
- Años 1940: Emilio Centurión, Miguel Carlos Victorica, Antonio Berni, Juan Carlos Castagnino y Raúl Lozza
- Años 1950: Raúl Russo, Juan Batlle Planas, Leopoldo Presas y Raúl Soldi.
- Años 1960: Ernesto Deira, Rómulo Macció, Carlos Alonso, Jorge De la Vega, Kenneth Kemble, Nicolás García Uriburu, Rogelio Polesello y Gyula Kosice.
- 1970-1990: Roberto Aizenberg, Marcelo Bonevardi, Eduardo Mac Entyre, Luis Fernando Benedit, Liliana Porter, Luis Felipe Noé, Margarita Paksa, Carlos Gorriarena, Marta Minujín, Clorindo Testa y Alfredo Prior

- Artistas exhibidos: Óscar Bony, Luis Felipe Noé, Rómulo Macció, Jorge de la Vega, Alberto Greco, Luis Fernando Benedit, Marcia Schvartz, Mónica Girón, Alfredo Prior, Guillermo Kuitca, Alejandro Kuropatwa, Fabio Kacero, Marcelo Pombo, Pablo Siquier, Omar Schiliro, Alberto Heredia, Sebastián Gordín, Norberto Gómez y Pablo Suárez.

## Muestras temporales
En su programación anual desde 2012 la colección AMALITA desarrolla una serie de exposiciones temporales de arte argentino en su sala principal del primer piso. Habitualmente se realizan tres grandes muestras por temporada, que tienen una duración de aproximadamente 4 meses cada una. 
Con producción propia, para estas muestras se invita a curadores locales e internacionales, y se despliegan una serie de programas públicos y publicaciones derivadas de las mismas. 
- 2012:

- Raúl Soldi
- Aldo Sessa en la Colección de Arte Amalia Lacroze de Fortabat.

- 2013:

- Roberto Aizenberg. Trascendencia/Descendencia. Curaduría Valeria González
- Berni y las representaciones argentinas en la Bienal de Venecia. Curaduría Rodrigo Alonso
- Luis F. Benedit. Genealogías del Campo Argentino. Curaduría Rodrigo Alonso.
- DAC. Diseño argentino Contemporáneo. Curaduría Ricardo Blanco.

- 2014:

- Colección Abierta. 80 y 90. Curaduría Patricia Caramés y Laura Lina.
- Universos de la Moda. Curaduría Vicky Salías.
- Ciudades de América de Facundo de Zuviria.
- Alicia de Pat Andrea. Curaduría Virginia Agotte.
- Ecos simultáneos. Video arte coreano contemporáneo. Curaduría Youngsil Sohn

- El ojo extendido. Huellas en el inconsciente. Curaduría Mercedes Casanegra.
- YESO. Splash in vitaux (Manuel Amestoy: Ernesto Arellano). Curaduría Santiago Bengolea.
- NOÉ. siglo XXI. Curaduría Rodrigo Alonso.
- Los Viajes de Nushi (Nushi Muntaabski). Curaduría Marcelo Pacheco.

- 2015:

- Rapsodia inconclusa. Nicola Costantino. Curaduría Fernando Farina.
- Gabriel Baggio. Bienal de Performance 2015
- Marcelo Pombo. Un artista del pueblo. Curaduría Inés Katzenstein.
- Colección Abierta. Relatos internos.

- 2016:

- Horacio Zabala. La pureza está en la mezcla. Curaduría: Rodrigo Alonso.
- Variations Autour de la Longue Marche por Julio Le Parc. Curaduría Pierre – Alexis Dumas
- Colección Abierta. Macció en la Colección.
- OjO. Marcia Schvartz. Curaduría: Roberto Amigo y Gustavo Marrone.

- 2017:

- Colección Abierta.
- Benito Laren. Fabularen. Curaduría Claudio Ongaro
- Juan José Cambre. Mano de obra. Curaduría Lara Marmor.
- Geumhyung Jeong. CPR Practice. Bienal de Performance 2017.
- Eduardo Stupia. Panorámicas. Curaduría Verónica Gómez.
- Adriana Lestido. Antártida Negra. Curaduría Gabriel Díaz.
- Trilogía. Argentina, Colombia, México. Colección Sura y Colección Fortabat. Curaduría Roberto Amigo,Consuelo..

- 2018:

- Ahora voy a brillar. Omar Schiliro. Curaduría Cristina Schiavi y Paola Vega.
- Vida de pintor. Carlos Alonso. Curaduría Carlos Alonso, Luis Cuello y Pablo Alonso.
- Premio Fundación Fortabat 1984 – 1999. Curaduría Rodrigo Alonso.
- Muchos días felices. Curaduría Fabián Muggeri

- 2019:

- Tácticas luminosas. Artistas mujeres en torno a la Galería del Rojas, Elba Bairon, Cristina Schiavi, Graciela Hasper, Alicia Herrero, Fernanda Laguna, Magdalena Jitrick, Ariadna Pastorini, Ana López. Curaduría Francisco Lemus.
- Premio Fundación Fortabat 2019.
- Rómulo Macciò. Crónicas de Nueva York. Curaduría Florencia Battiti
- Julie Bergadá. Algunas fotografías.

### Explorando la Colección
El proyecto EXPLORANDO LA COLECCIÓN surge con el objetivo de difundir y profundizar el conocimiento sobre las obras de su acervo. El ciclo comprende tres instancias en el año, en las cuales se investiga y exhibe una obra de la colección en diálogo con una producción de un artista contemporáneo. Forman parte del proyecto conciertos musicales y actividades para niños.
- 1:  Juan Batlle Planas-Maruki Nowaki. Curador invitado: Claudio Iglesias. Investigación: Laura Lina
- 2:  Gyula Kosice-Marcela Cabutti. Curadora invitada: Marina Oybin. Investigación: Laura Lina
- 3:  Mildred Burton-Luciana Rondolini. Curadora invitada: Gabriela Francone. Investigación: Laura Lina
- 4:  Alicia Carletti-Alita Olivari. Curadora invitada: Verónica Gómez
- 5:  Demetre Chiparus-Nushi Muntaabsky. Curadora invitada: Cristina Schiavi

## Premio Fortabat
Los Premios Fundación Fortabat fueron claves en la configuración del circuito del arte argentino desde su primera edición en 1984. Sus casi dos décadas de existencia fueron testigos de un tiempo en el cual la expresión y la creatividad se reestablecían como valores insoslayables para una sociedad en recomposición cultural, política e institucional. En este marco, y por iniciativa de Amalia Lacroze de Fortabat, se originó este galardón con el objetivo de incentivar la producción artística contemporánea y reconocer a sus máximos exponentes. Reconocidos artistas premiados, excelentes jurados y lugares de exhibición prestigiosos, convirtieron ese concurso en uno de los grandes hitos del arte de esa época. 
Por el décimo aniversario se convocó al concurso Premio Fundación Fortabat 2019 que recuerda y homenajea a los grandes premios realizados por la Fundación Amalia Lacroze de Fortabat en la década del 80 y del 90. Promover y difundir a los artistas nacionales, reconocidos y emergentes, fue  el objetivo de la última onvocatoria y es la misión fundamental de la Colección AMALITA.

## Premio Fortabat 2019
- Categoría Mayores:

- Primer premio: Alicia Herrero por su obra “Sustancias, ritmos e instrumentos”.
- Segundo premio: Valentina Liernur.
- Tercer premio: Sofia Bohtlingk.

- Categoría Jóvenes:

- Primer premio: Valeria Maggi por su obra s/título.
- Menciones: Nahuel Ferreira y Manuel Aja Espil.